# Harihalli, Alur
Harihalli là một làng thuộc tehsil Alur, huyện Hassan, bang Karnataka, Ấn Độ.